# Bitva u Habrů a dobytí Německého Brodu
Bitva u Habrů, v odborné literatuře obvykle spojovaná s dobytím Německého Brodu, se odehrála 8. ledna 1422 na blíže neurčeném vrchu poblíž dnešního města Habry. Zkonsolidované uskupení ustupujícího vojska druhé křížové výpravy, jemuž pravděpodobně velel italský vojevůdce Filippo Scollari, zde bylo rozdrceno postupujícími husitskými oddíly v čele se slepým hejtmanem Janem Žižkou. Po svém vítězství husité protivníka pronásledovali až k hradbám Německého Brodu, kde patrně ještě téhož dne svedli další úspěšnou bitvu v otevřeném poli. Dne 10. ledna, při jednání o kapitulaci posádky, pak část husitů město obsadila a zmasakrovala většinu obránců i místních obyvatel.

## Předehra
Dne 8. dubna 1421 ustanovil papež Martin V. nového papežského legáta pro římskoněmeckou říši, jímž se stal římský kardinál Branda Castilione. Ten bezprostředně po svém jmenování obdržel buly, které mu propůjčovaly nejvyšší moc vyhlásit plnomocné odpustky a kříž proti kacířským Čechám (13. duben). Strategie tažení předpokládala, že do Čech vpadnou dva útočné proudy. Jeden ze severu, druhý pak z východu přes Moravu. Avšak přípravy na výpravu probíhaly naprosto nekoordinovaně, a tak zatímco 28. srpna němečtí křižáci udeřili přes severní české hranice, shromažďovalo se teprve východní vojsko ve výchozích pozicích. Velitelem těchto oddílů se stal římskoněmecký, uherský a český král Zikmund Lucemburský, který na sebe přivolal ostrou kritiku za rozpad prvního křížového tažení v létě předchozího roku a od nějž se očekávalo, že tuto porážku odčiní. Kvůli zdržení, jež zapříčinilo jeho jednání s rakouským vévodou Albrechtem, však vyrazil do Čech téměř dva měsíce poté, co se německá výprava vrátila zpět na říšské území od neúspěšně obleženého Žatce.
Husité, dobře informovaní o záměrech nepřítele, byli rozhodnuti se křižáky utkat v kutnohorském nebo čáslavském prostoru. Za tímto strategickým rozhodnutím stáli zejména pražané, kteří si nepřáli vystavit metropoli dalšímu obléhání. Na jejich výzvu o pomoc zareagovaly téměř všechny husitské obce, z nichž nejdůležitější táborité, v čele se slepým hejtmanem Janem Žižkou, do Prahy dorazili 1. prosince. Po týdenním jednání táborské vojsko vyrazilo ke Kutné Hoře (8. prosinec), kterou bez potíží obsadilo. Křižáci přes Německý Brod a Ledeč nad Sázavou k městu dorazili 21. prosince. Jelikož se slepý hejtman pravděpodobně snažil oddálit obležení ve městě, kde by jeho pátou kolonu tvořilo místní, převážně německé, katolické obyvatelstvo, vyjel se svým vojskem asi 400 metrů před bránu, kde se obklopil vozovou hradbou a do večera odrážel jednotlivé protivníkovy výpady. V tomto směru bylo Žižkovo jednání velmi prozíravé, neboť kutnohorští v průběhu bojů otevřeli křižáckým oddílům brány a vpustili je do města. Tím se husité dostali do celkového obklíčení a odříznuti od zásobování byli nuceni druhého dne ráno prorazit směrem ke Kolínu. Tento taktický manévr král Zikmund považoval za své vítězství, a aniž by protivníka důrazněji stíhal, povolil svým vojákům, aby se rozptýlili po okolních vesnicích a ukryli se před mrazivým počasím. Avšak šest dní po novém roce Žižkovy oddíly, posílené husity z Jičínska a Turnovska, nečekaně udeřily na rozptýlené protivníkovo vojsko u Nebovid a přinutily krále Zikmunda zahájit ústup zpět k Německému Brodu. Budoucí římskoněmecký císař za sebou zanechal hořící Kutnou Horu, kterou začali husité bez prodlení hasit. Sotva si poradili s požárem, rychlým pochodem vyrazili ve stopách prchajících křižáků.

## Bitva

### Zprávy současníků
O událostech z 8.–10. ledna 1422 nepříliš jasně informují tři základní české písemné prameny. Jedním z nich je tzv. Kronika starého pražského kolegiáta, latinsky psané, anonymní dílo od jednoho z přímých účastníků husitských válek i bitvy samotné. Druhým je soubor drobných kronik, psaných od sklonku bojovného husitství jako pokračování různých starších kronikářských prací, které jako první do jediného díla s názvem Staré letopisy české soustředil historik František Palacký. Třetím textem je anonymní dílko, pocházející patrně z druhé poloviny 15. století, pojmenované Kronika velmi pěkná o Janu Žižkovi. 
| „                                     | Od Kolína král, jak bylo řečeno, utekl, zapáliv město; pronásledují jej a blízko Habrů na jedné hoře královské vojsko spořádá své šiky. Rozvinou korouhve. Ozve se ohlušující ryk polnic a Čechové se na ně zmužile vrhnou. Uhři se dají na útěk. Ale co tehdy mohla prospět moc královská, když bůh na ně seslal silnou hrůzu? Opouštějí korouhve, koně ostruhami bodají a stejně utíkají, kdo jen utéci může; a kteří neutečou, odevzdají svá těla smrti; některé zastihne meč, jiní se utopí v řece. Připraví se útok; město Německý Brod padá a hynou všichni, kdo v městě zůstali; jenom v městě zahynulo mečem, jak se praví, nejméně tisíc a pět set lidí. | “ |
| — Kronika starého pražského kolegiáta | |   |

| „                                  | A tu hned král Zikmund v úterý na středu na Boží křtění ve tři hodiny na noc kázal zapáliti Horu a táhl před svým lidem před bratrem Žižkou a bratr Žižka za ním a král vždy před ním ustupoval. Potom ve čtvrtek po Božím křtění bratr Žižka dostihne ho v Habru u Německého Brodu, a tu se sešikovav, udeří na lid králův a oni hned prchnou k Německému Brodu a postaví se a sešikují. Ale král nezastaví se tu, ale táhl kupředu dále; kteříž prchli mimo město přes Sázavu řeku led se prolomí; někteří se vyprostí, jiní utonou. ... A tam přeleževše tu noc, ihned ráno po mších na město útočí celý den v pátek; tu ze zdí střílejí kamením a z pušek zabíjejí z obou stran velmi silně; a když nastane večer, upustí od útoku. A ráno po mších začali mezi sebou jednati. Jedni jednají, druzí do města lezou. A tak vpadnuvše do města, pobijí tu lidu na několik set, smetavše mnohé z radnice na meče, na oštěpy a na sudlice. | “ |
| — Staré letopisy české – rukopis Š | |   |

| „                                    | A za Habrem, tam se vojska dostihla a bojovali pak až do Německého Brodu. A mnoho jich utonulo i s koňmi, neboť se pod nimi prolamoval led, a také všechny vozy s velikým majetkem. A nazítří přikázal Žižka útočit po celý den na město. Ale nemohli je dobýt, neboť se hrdinsky bránilo. Ale příští den je bez boje obsadili a všechny tam pobili, jen pana Záviše Poláka a pana Ronovského a pana Mrtvice, ty tři rytíře dali do vězení. | “ |
| — Kronika velmi pěkná o Janu Žižkovi | |   |

### Pravděpodobný průběh
Podle výše uvedených textů je patrné, že bližší informace o bitvě samotné jsou takřka nulové. Z toho, co je známo, lze usuzovat, že velitelům křížové výpravy, v čele s italským vojevůdcem Fillipem Scolari, se podařilo soustředit část prchajícího vojska asi 30 kilometrů od Kutné Hory, poblíž městyse Habry. Zde křižáci zaujali defenzivní postavení na blíže neurčeném vyvýšeném prostranství a vyčkali příchodu protivníka. Patrně z psychologických příčin se však jejich obrana rozpadla ihned po prvním husitském útoku. České oddíly posléze účastníky kruciáty důrazně pronásledovaly a prchající skupiny byly masakrovány celou cestou až k asi 20 km vzdálenému Německému Brodu. Zde, na opět neznámém místě, se křižáci pokusili ještě jednou postavit husitům v otevřeném poli. Důvodem byla patrně snaha o krytí krále, jenž kolem města prchal dál na Moravu. Avšak i tento boj, který probíhal v podvečerních hodinách, pro uherské a rakouské oddíly skončil katastrofou. Tu navíc znásobilo několik stovek mrtvých, kteří utonuli pod prasklým ledem, když se pokoušeli prchat přes zamrzlou Sázavu. Mimo jednotek stahujících se k moravským hranicím, ustoupila řada katolických vojáků do Německého Brodu, aby se podílela na jeho obraně. K útoku na město došlo již druhého dne. Za oboustranně silné dělostřelby se husité pokusili ztečí dobýt hradby, avšak obráncům se je podařilo udržet až do podvečerních hodin. O další den později, tedy 10. ledna, zahájil Žižkův štáb s veliteli města vyjednávání o kapitulaci. V tu chvíli bylo patrně mezi oběma stranami vyhlášeno příměří, které však část husitů nerespektovala a bez Žižkova vědomí vnikla do města. Během několika dalších hodin prý bylo touto skupinou zabito na tisíc pět set přítomných vojáků i místních obyvatel. Několik lidí, podobně jako v roce 1419 v Praze, bylo vyházeno i okny zdejší radnice. Posléze bylo město zapáleno. Není vyloučeno, že události v Německém Brodě byly odvetou za masakr rozpoutaný 21. prosince v Kutné Hoře. Do zajetí padlo pouze několik šlechticů, kteří právě vedli jednání s Žižkou. Připomínán je zejména Polák Záviš Černý z Grabova.

## Důsledky
Podle listu Jana Žižky, psaného na Vilémově 26. března 1423, lze předpokládat, že slepý vojevůdce vraždění v Německém Brodě ještě rok po události považoval za velký hřích na duších všech zúčastněných husitů. I přes tuto skutečnost Staré letopisy české zmiňují, že následující den v neděli před oktávem Zjevení Páně (11. ledna) se bratr Jan Žižka stal rytířem. O den později byli pod korouhvemi ukořistěnými v předchozích dnech, na rytíře pasovaní i jiní ze zasloužilých bojovníků. Od dalšího pronásledování poraženého protivníka husité opustili. Neobsadili ani vypálený Německý Brod, který po sobotních šlachtatech zůstal na několik let naprosto pustý. Pokud jde o celkovou bilanci, bitva u Habrů byla posledním vojenským vystoupením krále Zikmunda Lucemburského v rámci husitských válek v Čechách. O ztrátách, jaké křižáci utrpěli mezi 6.–10. lednem, existují rozporuplné údaje. Verze Š Starých letopisů českých hovoří o 12 000 mrtvých, mladší verze M v tomtéž místě uvádí 2000. Pod ledem na Sázavě, podle rukopisu Š, prý zahynulo dalších 548 oděnců. Do rukou husitů navíc padlo šest či sedm korouhví a 540 vozů vrchovatě naložených nejrůznějšími věcmi, i klenoty, peníze a různá roucha, truhlice, různé knihy židovské i křesťanské, kterých bylo tolik, že by je na tři velké vozy nepobral. O podílu, jenž tvořili mrtví a ranění na straně husitů, se prameny nezmiňují.